# Ataques em Darfur em 2020
Os ataques em Darfur em 2020 foram três tiroteios em massa, que ocorreram em julho de 2020 em Darfur, Sudão, que mataram pelo menos 89 pessoas e feriram outras 102. O governo do Sudão e a missão conjunta das Nações Unidas com a União Africana em Darfur (UNAMID) conectaram os massacres a conflitos de terra relacionados aos direitos agrícolas, geralmente entre agricultores tribais africanos, como o povo Massalite e tribos árabes beduínas.

## Contexto
Desde 2003, uma guerra civil está ocorrendo em Darfur, no oeste do Sudão. Durante a violência e os conflitos, vários grupos étnicos foram expulsos de suas terras. Outras pessoas se mudaram e tomaram conta da terra; na década de 2010, os proprietários originais retornaram e contestaram a propriedade. De acordo com relatos da Radio Dabanga, uma estação de rádio e fonte de notícias supostamente independente, "a Lei de Terras Não Registradas de 1970 autorizou o governo a usar a força para salvaguardar terras e incentivar o acúmulo de terras por uma minoria de investidores ricos (locais ou estrangeiros), causando a alienação dos agro-pastores de suas pátrias tradicionais e negando qualquer legitimidade formal ou status jurídico aos direitos tradicionais de propriedade". A agricultura na região cessou durante o conflito e, no início de 2020, o governo sudanês interveio para devolver a terra aos seus proprietários originais.

## Ataques

### 12 de julho: Kutum, Darfur do Norte
Em 12 de julho de 2020, pelo menos 9 pessoas foram mortas e 20 feridas em um ataque armado a manifestantes, realizado por milicianos armados não identificados, que andavam de motocicletas, camelos e cavalos na área de Fata Borno, na região de Kutum, em Darfur do Norte. O governo, em reação, decidiu impor um estado de emergência em todo o estado. As testemunhas afirmaram ainda que as milícias usaram armas leves e pesadas e saquearam o mercado da cidade, após a retirada das forças policiais.

### 24 de julho: Aboudos, Darfur do Sul
Em 24 de julho de 2020, homens armados invadiram a vila de Aboudos, em Darfur do Sul, no Sudão, de acordo com líderes tribais locais. O ataque deixou pelo menos 20 pessoas mortas e outras 22 ficaram feridas. As vítimas incluíam crianças, segundo o primeiro-ministro Abdalla Hamdok. Ele conectou a violência aos agricultores da região que retornavam aos seus campos e prometeu enviar tropas para Darfur para "proteger os cidadãos e a estação agrícola". Essas tropas estariam espalhadas por toda a região de Darfur e consistiam em unidades policiais e militares.

### 25–26 de julho: Masteri, Darfur Ocidental
Em 25 e 26 de julho de 2020, ocorreu outro massacre em Darfur Ocidental, envolvendo cerca de 500 homens que atacaram Masteri, perto de Beida, uma comunidade Massalite, matando mais de 60 pessoas. Masteri é uma vila fronteiriça com o Chade. As Nações Unidas (ONU) disseram que outras 60 pessoas ficaram feridas no ataque e que os atacantes também saquearam e queimaram aldeias. Um comunicado oficial da ONU disse que foi "um dos mais recentes de uma série de incidentes de segurança relatados na última semana", dizendo que outras comunidades na região foram destruídas, relatando pelo menos sete ataques mortais em Darfur Ocidental desde 19 de julho. A ONU sugeriu que o conflito está relacionado a disputas pela posse da terra: após o deslocamento em Darfur, no início dos anos 2000, os grupos assumiram a posse de terras abandonadas. Nos últimos anos, grupos perseguidos tentaram retornar à sua terra. Nenhum grupo reivindicou os ataques.